# Cedlarové z Hoffu
Cedlarové z Hoffu byl šlechtický rod sídlící v Čechách nebo na Moravě před i po Bílé hoře.

## Historie
Jan Cedlar Pačlavský z Hoffu koupil v roce 1603 tvrz Velký Ořechov. Od roku 1589 byl majitelem Zlínského panství, kde v tento rok přestavěl tvrz na renesanční zámek. Byl pohonním hraběte Gabriela Majlada. 
V prvních letech 17. století převzal panství syn Jana Cedlara Kryštof Cedlar z Hoffu. Kryštof Cedlar z Hoffu byl majitelem Otrokovic a Hřivínova Újezdce, který koupil roku 1603.
V roce 1622 držela Kryštofova sestra Anna Cedlarová z Hoffu zámek a panství Paskov. Jiné prameny říkají, že Anna prodala v roce 1616 zámek Paskov bratru Kryštofovi. Anna Cedlarová z Hoffu si vzala za manžela Václava Onšíka z Bělkovic. Celé panství drželi jen velmi krátkou dobu. Není však známo, na jakém podkladě Paskov vlastnili, neboť veškeré vklady do zemských desk zapsané v časech proticísařské rebelie byly na příkaz kardinála Františka z Dietrichštejna zničeny. Kryštof Cedlar se zúčastnil rebelií kolem stavovského povstání a proto mu byl sebrán majetek v Paskově. Byl považován za jednoho z nejdůležitějších vůdců stavovského povstání, byl členem direktorské vlády, ale zemřel již roku 1619.

## Erb Cedlarů
Ve štítě jsou vedle sebe tři rostliny, podobné paličkám orobince, kořeny jsou přibližně hvězdicového tvaru a na stoncích jsou drobné lístky. V klenotu jsou složená křídla. Na předním křídle jsou rostliny ze štítu. 
Někde[kde?] jsou i zprávy, že jejich znakem byl štít v jehož dolní části bylo jakoby hořící slunce a z něho jsou vzhůru postavené tři hladké řemdihy či koule na tyčích.
Podle jiného zdroje rodový erb představovalo v modrém štítě obrněné rameno držící tři řemdihy.

### Externi odkazy
- https://www.socialnisluzby.obecpaclavice.cz/o-nas/zamek-paclavice/historie-zamku/
- https://www.hrady.cz/zamek-zlin-zlin/texty?tid=3431&pos=1000